# Malcolm Forest
Malcolm Dale Kigar (São Paulo, São Paulo) é um cantor, compositor, cineasta, ator, intérprete e antigomobilista brasileiro. Reconhecido por sua multifacetada atuação na música, cinema e em projetos de cunho social e ambiental, Malcolm iniciou sua carreira artística na década de 1960, participando de festivais e programas televisivos. Ao longo dos anos, sua trajetória evoluiu para produções que promovem valores cristãos e nacionais, além de um forte engajamento em causas ambientais e de paz.
Entre seus trabalhos mais notáveis no cinema, destaca-se o filme Frei Galvão, o Arquiteto da Luz (2013), no qual atuou como diretor e roteirista. O documentário retrata a vida de Frei Galvão, o primeiro santo brasileiro, e sua fundamental contribuição na construção do Mosteiro da Luz em São Paulo. O filme alcançou visibilidade em plataformas como Prime Video e Apple TV, sendo elogiado por sua abordagem espiritual e relevância histórica.
Além de sua expressiva atuação no cenário musical e cinematográfico, Malcolm Forest também atuou como historiador e ocupou o cargo de vice-presidente do Instituto Histórico e Geográfico de São Paulo até 2023. Ele é autor de diversas obras e contribuiu significativamente com um capítulo sobre a música de D. Pedro I na publicação comemorativa dos 200 anos da Independência do Brasil, lançada pela Câmara dos Deputados.

### Origens e Formação
Malcolm Forest nasceu na Maternidade Matarazzo, um marco histórico de São Paulo, situada nas proximidades da emblemática Avenida Paulista. Possui dupla nacionalidade, sendo cidadão brasileiro e norte-americano. Sua mãe, Lygia Marques Kigar, possui raízes portuguesas, e sua avó materna, Eleonora Marques dos Santos, nasceu em Diamantina, Minas Gerais, pertencente à tradicional família Amarante.
Batizado na Igreja de Santa Cecília — dedicada à padroeira dos músicos —, Malcolm viveu seus primeiros sete anos na Rua Dona Veridiana, no bairro de Santa Cecília, mudando-se posteriormente para a região do Tremembé, na Serra da Cantareira. Durante sua infância, realizou frequentes viagens aos Estados Unidos, o que lhe proporcionou fluência tanto em inglês quanto em português. É um católico praticante.
Sua formação educacional inclui o Colégio Dante Alighieri, em São Paulo. Posteriormente, transferiu-se para os Estados Unidos, onde residiu por mais de seis anos. Concluiu sua graduação em música magna cum laude pela Universidade da Califórnia em Los Angeles (UCLA), onde também cursou teatro e cinema.

### Carreira Musical
Sua jornada artística teve início nas tradicionais domingueiras do Clube Hípico de Santo Amaro, onde se apresentava tocando guitarra e cantando em bandas. Aos 18 anos, já residindo nos Estados Unidos, tornou-se vocalista da banda Fifth Avenue Bus Co.. Sua primeira gravação profissional ocorreu nos Estúdios Scatena, curiosamente no mesmo edifício onde morou em São Paulo. Nesse período, gravou canções de sua autoria, sendo responsável pelos arranjos e pela produção musical.
Nos anos 1970, lançou seu primeiro álbum nos Estados Unidos, intitulado Were You The One, e gravou diversas músicas nos lendários Tangerine Studios de Ray Charles, em Los Angeles, onde teve a oportunidade de acompanhar as sessões do mestre do soul. A canção “Oh Yolanda” foi lançada de forma independente e também pela Som Livre no Brasil.
De volta ao Brasil, Malcolm integrou o movimento Hits Brasil, que projetou artistas brasileiros cantando em inglês para o mercado internacional — sendo esse movimento responsável por sucessos como “Feelings”, de Morris Albert. Sua participação é mencionada no livro Hits Brasil, de Fernando Carneiro de Campos, com um capítulo dedicado ao seu trabalho. 
Entre seus maiores sucessos musicais, destacam-se:
- “Ecstasy” (tema da novela Gina, Rede Globo) – Disco de ouro, 1977

- “A Stupid Way” – versão em inglês do clássico de Isolda e Milton Carlos

- “We” (tema da novela Meu Bem, Meu Mal, Rede Globo)

- “Silver Queen” – tema de abertura da novela Cristina Bazán

- “Camélias” – trilha sonora da novela Os Ricos Também Choram (SBT)

Sua música também integrou a trilha sonora do aclamado filme Pixote, a Lei do Mais Fraco. Compôs o tema oficial da Calçada da Fama de Hollywood. Lançou o álbum Hollywood Heroes pela MoviePlay, com canções country gravadas em Nashville com músicos de Garth Brooks.
Em 2011, prestou homenagem ao Papa João Paulo II com a canção “Papa della Pace”, composta em italiano e disponível no iTunes.
Em 2025, a obra sinfônica O Libertador, composta por Malcolm Forest, foi executada pela Orquestra Sinfônica da Força Aérea Brasileira sob regência do maestro Capitão Paulo Rezende. As apresentações ocorreram no Festival de Inverno de Campos do Jordão e na Sala São Paulo, integrando a programação oficial que marcou a abertura das comemorações do bicentenário de nascimento de D. Pedro II. A obra, de caráter histórico e temático, celebra o legado do imperador e foi concebida para unir elementos da música sinfônica a referências culturais brasileiras. Forest tem desempenhado papel de destaque nas atividades comemorativas do bicentenário, participando e promovendo eventos musicais relacionados à efeméride.

### Teatro, Cinema e Televisão
Malcolm também possui uma sólida formação como ator, graduando-se em arte dramática pela UCLA e pela Shakespeare Society of America. É membro do Screen Actors Guild (SAG) e da American Federation of Television and Radio Artists (AFTRA). Atuou ao lado de Barbara Hershey e Timothy Bottoms no longa-metragem The Crazy World of Julius Vrooder, dirigido por Arthur Hiller para a 20th Century Fox. 
No Brasil, protagonizou a peça teatral Tistu, o Menino do Polegar Verde, nos anos 1980. Roteirizou, produziu e atuou no documentário Frei Galvão, o Arquiteto da Luz, lançado em 2013, e dirigiu o documentário A Jornada dos Príncipes, lançado em 2022. Interpretou Foster na aclamada série O Negócio, da HBO, produzida pela Mixer.
Sua voz marcante narrou trailers para a 20th Century Fox, comerciais e documentários para grandes marcas como Sony, AMCHAM, Goodyear, Pirelli, Varig, Volvo, SBT e muitas outras. Realizou a locução de desfiles do Carnaval de São Paulo, documentários sobre o Brasil para canais internacionais e dublagens para vídeos corporativos.
Na área de tradução, Forest alcançou reconhecimento por sua atuação como tradutor simultâneo da cerimônia do Oscar para a televisão brasileira. Por mais de 20 anos, foi o responsável por traduzir e interpretar, ao vivo, as falas de apresentadores e premiados durante o evento. Esse trabalho exigia um profundo domínio técnico do idioma inglês, agilidade de raciocínio e sensibilidade cultural, especialmente ao lidar com discursos espontâneos e referências específicas do universo cinematográfico. 

### Ativismo pela Paz e Meio Ambiente
Forest tem histórico de envolvimento com projetos ambientais. Foi um dos participantes da campanha que promoveu o reconhecimento do Cinturão Verde de São Paulo como Reserva da Biosfera pela UNESCO em 1994. Também fundou a AMAR – Associação dos Moradores e Amigos da Reserva da Biosfera, dedicada à proteção ambiental na região da Serra da Cantareira.
Liderou campanhas pela preservação da Capela de São Sebastião do Barro Branco. 
Em homenagem a seu pai, lançou o Prêmio Paul Donovan Kigar de Realizações pela Vida, outorgado anualmente a indivíduos e instituições que se destacam por suas ações em prol da paz, da sustentabilidade e da qualidade de vida. O prêmio já homenageou personalidades como Hélio Silva, responsável pelo plantio de mais de 18 mil árvores em São Paulo, e o inspirador projeto Amazônia Live, do Rock in Rio. 